# Szkolnictwo katolickie w Polsce
Szkolnictwo katolickie w Polsce – sieć szkół prowadzonych przez tzw. kościelne osoby prawne (zgromadzenia zakonne, diecezje lub parafie), bądź – na mocy porozumienia z władzami kościelnymi – przez różne stowarzyszenia, fundacje lub osoby prywatne, jak również (będących odrębnymi osobami prawnymi) uczelni niepublicznych, dla których założycielem jest kościelna osoba prawna, czy wreszcie katolickich wydziałów teologicznych ośmiu uczelni publicznych (uniwersytetów), pozostających na mocy odpowiedniego porozumienia w jurysdykcji miejscowego biskupa diecezjalnego. W 2009 roku w Polsce działało 500 szkół katolickich, a kształciło się w nich ponad 54 tysiące uczniów (liczba wszystkich uczniów w 2009 roku wynosiła 4,4 miliona).

## Polska Rzeczpospolita Ludowa
W PRL przetrwało ledwie kilka renomowanych żeńskich liceów prowadzonych m.in. przez nazaretanki, niepokalanki, zmartwychwstanki, urszulanki czy prezentki, a także męskie liceum księży pijarów oraz zasadnicza szkoła zawodowa salezjanów.

## III Rzeczpospolita
Rozwój katolickiego szkolnictwa rozpoczął się po 1991, gdy umożliwiły to zmiany prawne, a w szczególności ustawa o systemie oświaty (1991). Od tego czasu trwa stały wzrost liczby szkół katolickich w Polsce.
W 2009 działało w Polsce:
- 173 katolickich gimnazjów,
- 138 liceów,
- 133 szkoły podstawowe
- 18 szkół zawodowych
- 3 szkoły policealne.
- 20 szkół dla dzieci niepełnosprawnych
- 15 szkół dla chorej i trudnej młodzieży.

W roku szkolnym 2008/2009 rozpoczęło działalność 17 nowych placówek.
Szkolnictwo katolickie zrzeszone jest w Radzie Szkół Katolickich będącą jednostką organizacyjną erygowaną w 1994 roku przez Episkopat Polski. Rada wspiera szkoły w zakresie organizacyjno-prawnym i formacyjnym m.in. przez szkolenia kadr kierowniczych w zakresie zarządzania oświatą.
Największą liczbę szkół katolickich w Polsce prowadzi powstałe 11 listopada 1990 Stowarzyszenie Przyjaciół Szkół Katolickich (ponad 100 przedszkoli i szkół na różnych poziomach kształcenia w całej Polsce: w 15 diecezjach i 9 województwach). Głównie są to placówki oświatowe, którym ze względów ekonomicznych groziła likwidacja, a które nie tylko udało się uratować przed zamknięciem, ale także znacząco podnieść w nich poziom kształcenia. Za swoją działalność SPSK zostało nagrodzone prestiżową nagrodą „Pro publico bono” w konkursie na najlepszą inicjatywę obywatelską.

## Uczelnie

### Seminaria duchowne
Seminaria duchowne w Polsce mają status uczelni kościelnych, jednak nieposiadających własnych uprawnień do nadawania tytułów zawodowych lub stopni naukowych. Alumni uzyskują tytuły zawodowe licencjata lub magistra na podstawie porozumienia zawartego przez seminarium duchowne z jedną spośród wymienionych niżej kościelnych samodzielnych uczelni niepublicznych lub jednym spośród katolickich wydziałów lub katedr teologii uczelni publicznych (uniwersytetów).

### Kościelne samodzielne uczelnie niepubliczne
Najstarszą z nich jest Katolicki Uniwersytet Lubelski. Od 1989 roku notuje stały rozwój (liczba studentów wzrosła 4-krotnie). W roku akademickim 2008/2009 na KUL kształciło się 21 tys. studentów. Oferta edukacyjna KUL to, obok teologii, liczne kierunki studiów licencjackich, magisterskich, inżynierskich, doktoranckich i podyplomowych.
Uniwersytet Papieski Jana Pawła II w Krakowie (wcześniej: Papieska Akademia Teologiczna) utworzony w 1981 miejsce zniesionego w 1954 Wydziału Teologicznego Uniwersytetu Jagiellońskiego kształci studentów z w dziedzinach teologii, historii, a także ochrony dóbr kultury, nauki o rodzinie czy dziennikarstwa. Studiuje tam obecnie 3 tys. studentów. Uczelnia należy do Międzynarodowej Federacji Uniwersytetów Katolickich.
W Krakowie działa również Akademia „Ignatianum” (wcześniej jako: Wyższa Szkoła Pedagogiczno-Filozoficzna „Ignatianum”). Uczelnia ta prowadzona jest przez zakon jezuitów, odwołując się do jego tradycji edukacyjnej. Można na niej studiować m.in. filozofię, kulturoznawstwo, pedagogikę, politologię czy pracę socjalną.
Ponadto samodzielne uczelnie katolickie to Papieski Wydział Teologiczny we Wrocławiu oraz Papieski Wydział Teologiczny w Warszawie, z dwiema sekcjami posiadającymi osobowość prawną. Ten drugi prowadzony jest przez jezuitów.

### Wydziały i katedry katolickie uczelni publicznych (uniwersytetów)
Po roku 1989 rozpoczął się powrót usuniętych w okresie PRL wydziałów teologicznych na macierzyste uczelnie, a nawet powoływanie wydziałów teologicznych w uczelniach, na których nigdy ich nie było. Obecnie wydziały teologiczne istnieją na Uniwersytecie Adama Mickiewicza w Poznaniu, Mikołaja Kopernika w Toruniu, Uniwersytecie Opolskim, Warmińsko-Mazurskim w Olsztynie, Uniwersytecie Śląskim w Katowicach i Uniwersytecie Szczecińskim. Uniwersytet Kardynała Stefana Wyszyńskiego w Warszawie utworzony w 1999 roku na bazie publicznej Akademii Teologii Katolickiej zorganizowanej przez państwo w 1954 roku w miejsce zniesionego Wydziału Teologii Katolickiej Uniwersytetu Warszawskiego, jest uczelnią publiczną, której cztery wydziały (Teologiczy, Prawa Kanonicznego, Filozofii Chrześcijańskiej oraz Studiów nad Rodziną) spośród 11 mają charakter wyznaniowy. Obecnie kształci się w niej około 19 tys. studentów na dwudziestu czterech kierunkach studiów. Na Uniwersytecie w Białymstoku funkcjonuje Katedra Teologii Katolickiej.
W roku 1989 teologię studiowało w Polsce 2,3 tysiąca studentów. Po powrocie katechezy do szkół zainteresowanie studiami teologicznymi znacząco wzrosło i nadal utrzymuje się na wysokim, stałym poziomie. Liczba studentów teologii wynosiła w 2009 roku ok. 10 tysięcy. Co roku studia teologiczne wieńczy dyplomem ok. 2 tysiące Polaków.